# مولدوفا
مُلْدُوفَا (بالمولدوفية: Молдова)‏ أو الْبُغْدَان ورَسْمِيًّا: جُمْهُورِيَّةُ مُلْدُوفَا (بالمولدوفية: Република Молдова)‏ هي دولة أوروبية ذات نظام جمهوري، تقع شرق أوروبا بين أوكرانيا و‌رومانيا. معظم أهالي مولدوڤا مولدوڤيون، ما عدا شريط ترانسنيستريا الواقع شرقي نهر دنيستر والذي يحكمه عسكر روس ويطالبون بالانضمام إلى روسيا. هي عضو في منظمة غوام للتطوير الديمقراطي والاقتصادي منذ عام 1991 بعد تفكك الاتحاد السوفيتي. هناك قطاع من أراضي مولدوڤا المعترف بها دولياً على الضفة الشرقية لنهر دنيستر ما زال تحت السيطرة الفعلية للحكومة باسم ترانسنيستريا منذ عام 1990.
البلد هو جمهورية برلمانية و‌ديمقراطية مع الرئيس رئيس الدولة و‌رئيس مجلس الوزراء رئيس الحكومة. مولدوڤا هي دولة عضو في الأمم المتحدة، و‌مجلس أوروبا و‌منظمة التجارة العالمية، منظمة الأمن والتعاون، و‌غوام، و‌كومنولث الدول المستقلة و‌منظمة التعاون الاقتصادي و‌المنظمات الدولية الأخرى. تطمح مولدوڤا حاليًا للانضمام إلى الاتحاد الأوروبي، ونفذت أول ثلاث سنوات خطة العمل في إطار سياسة الجوار الأوروبية.
تعتبر مولدوفا ثاني أفقر دولة في أوروبا من حيث الناتج المحلي الإجمالي للفرد بعد أوكرانيا، ويهيمن القطاع الثالث للاقتصاد على جزء كبير من ناتجها المحلي الإجمالي. يعتبر مؤشر التنمية البشرية في مولدوفا متدنٍ في أوروبا، حيث حلّت في المرتبة 76 في العالم عام 2022. حلّت مولدوفا في المرتبة 60 في مؤشر الابتكار العالمي لعام 2023، وتراجعت للمركز 68 في مؤشر عام 2024.

مولدوفا عضو في الأمم المتحدة ومجلس أوروبا ومنظمة التجارة العالمية ومنظمة الأمن والتعاون في أوروبا ومنظمة غوام للتطوير الديمقراطي والاقتصادي ومنظمة التعاون الاقتصادي للبحر الأسود.

## أصل التسمية
اسم «مولدوڤا» سمي باسم نهر مولدوڤا، وادي هذا النهر كان المركز السياسي عندما تأسست إمارة مولدوڤا في 1359. أصل تسمية نهر مولدوفا بهذا الاسم غير معروف. ذكر المؤرخون ديميترى كانتيمير وجورجي اورتشه حسب الرواية الواردة من الأساطير يقال أن التسمية جاءت من غرق كلب الصيد «مولدا» أحد كلاب الصيد للأمير دراغوس بعد مطاردة مضنية لحيوان الأرخص في نهر مولدوفا. وسمي النهر باسم الكلب وبدوره نقل الأسم من النهر إلى الدولة.

## التاريخ

### ما قبل التاريخ
في عام 2010 تم اكتشاف أولدوان في بيراكي يقدر عمره من 800 الف سنة إلى 1.2 مليون سنة. هذا يدل على وجود البشر في هذه المنطقة من العالم خلال العصر الحجري القديم (الباليوثي). خلال العصر الحجري الحديث (النيوليثي) كانت منطقة مولدوفا في قلب حضارة كيوكوتيني-تريبيليان والتي امتدت شرقاً إلى ما وراء نهر دينستر في أوكرانيا وغرباً إلى ما وراء جبال الكاربات في رومانيا. عمل سكان هذه الحضارة والتي عمرت من 5500 قبل الميلاد إلى 2750 قبل الميلاد في الزراعة والصيد وتربية المواشي وصناعة الفخار المعقد في التصميم.

### العصور الوسطى المبكرة
كان سكان مولدافيا مسيحيين. كشفت الأعمال الأثرية بقايا مدينة موتى المسيحية في إسرائيل في ميهالاشيني، في مقاطعة بوتوشاني، ترجع إلى القرن الخامس. حمل مكان العبادة والقبور خصائص مسيحية. كان لمكان العبادة شكل مستطيل تبلغ أضلاعه ثمانية وسبعة أمتار. عثر على مدن موتى وأماكن عبادة مشابهة في نيكولينا، في ياش.
ذُكر التأريخ الهيباتي البولوهوفينيين في القرن الثالث عشر. يظهر التأريخ أن هذه الأرض تحدها إمارات هاليتش وفولينيا وكييف. حددت الأبحاث الأثرية أيضًا موقع المستوطنات المحصنة التي تعود إلى القرن الثالث عشر في هذه المنطقة. حدد أليكساندرو في. بولدور فوسكودافي، وفوسكودافتي، وفولوسكوفتي، وفولوكوفتي، وفولوسوفكا وبلداتها وقراها الأخرى بين المجرى الأوسط لنهري نيسترو/ دنيستر ونيبرو/ دنيبر. اختفى البولوهوفينيون من السجلات التاريخية بعد هزيمتهم في عام 1257 على أيدي جنود دانيال الأول ملك غاليسيا. هويتهم الإثنية غير موثوقة، وعلى الرغم من أن الباحثين الرومانيين يعرفونهم بناءً على اسمهم الإثني على أنهم رومانيون (والذين كانوا يُسمون بالفلاش في القرون الوسطى)، فإن الأدلة الأثرية والتأريخ الهيباتي (وهو المصدر الأساسي الوحيد الذي يوثق تاريخهم) يقترحان أنهم كانوا شعبًا سلافيًا.
في أوائل القرن الثالث عشر، كانت برودنيكي، وهي دولة من هاليتش يُحتمل أنها كانت مقطعًا سلافيًا فلاشيًا، موجودة جنبًا إلى جنب مع الفلاش، في معظم أرض المنطقة (قرب عام 1216، ذُكر البرونيك على أنهم في خدمة سوزدال).
في وقت ما من القرن الحادي عشر، زُعم أن الفلاش قتلوا رجلًا من الفايكنج اسمه رودفوس في المنطقة التي صارت فيما بعد مولدافيا. في عام 1164، أُسر الإمبراطور البيزنطي المستقبلي أندرونيكوس الأول كومنينوس على أيدي رعاة من الفلاش في المنطقة نفسها.

### العصور الوسطى العليا
أدرج الديّار ويليام الروبروكي، الذي زار بلاط الخان العظيم في خمسينيات القرن الثالث عشر، «البلاك» أو الفلاش، بين الشعوب الذين دفعوا الجزية للمغول، لكن أرض الفلاش غير مؤكدة. وصف روبروك «بلاكيا» بأنها «أرض آسينية» جنوب الدانوب الأدنى، مظهرًا أنه ربطها بالمناطق الشمالية من الإمبراطورية البلغارية الثانية. لاحقًا في القرن الرابع عشر، حاول تشارلز الأول ملك المجر توسيع مملكته ونفوذ الكنيسة المسيحية ناحية الشرق بعد سقوط الحكم الكوماني، وأمر ببدء حملة بقيادة فينتا دي ميندي (1324). في عامي 1342 و1345، كان المجريون ظافرين في معركة ضد التتار المغول، وحُل الصراع بوفاة جاني بيغ، في 1357. ذكر المؤرخ البولندي يان دوغوش المولدافيين (تحت اسم الأفلاق) على أنهم انضموا إلى حملة عسكرية في عام 1342، بقيادة الملك فواديسواف الأول، ضد مرغريقية براندبورغ.
في عام 1353، أُرسل دراغوش، الذي ذُكر بوصفه نيازًا في ماراموريش، من قبل الملك لويس الأول لينشئ خط دفاع ضد قوات خانية القبيلة الذهبية للمغول على نهر سيرت. أسفرت هذه الحملة عن دولة تابعة للمجر، في منطقة بايا (تارغول مولدوفي أو مولدفابانيا).
عبر بغدان الكوهي، وهو فويفود أفلاقي آخر من ماراموريش اختلف مع الملك المجري، جبال الكاربات في عام 1359، وسيطر على مولدافيا، ونجح في نزع مولدافيا من السيطرة المجرية. امتدت مملكته شمالًا إلى نهر تشيريموش، في حين ظل الجزء الجنوبي من مولدافيا تحت احتلال التتار المغول.
بعد إقامته بدايةً في بايا، نقل بغدان عاصمة ملدوفا إلى سيرت (كان مُقررًا أن تظل هناك حتى نقلها بطرس الثاني موشات إلى سوكيافا، وانتقلت أخيرًا إلى ياش في ظل أليكساندرو لابوشنيانو في عام 1565). شكلت المنطقة المحيطة بسوكيافا، التي تناظر تقريبًا بوكوفينا المستقبلية، واحدًا من قسمين إداريين للمملكة الجديدة، تحت اسم تارا دي سوس («الأرض العليا»)، وشكلت البقية، على ضفتي نهر بروت، تارا دي يوس («الأرض الدنيا»).

### التاريخ الحديث

#### الإمبراطورية الروسية
وفقا لمعاهدة بوخارست عام 1812 وعلى الرغم من احتجاجات عديدة من قبل النبلاء المولداڤيين نيابة عن وضعهم المستقل، والدولة العثمانية (التي كانت تابعة مولدوڤا) إلى التنازل عن الإمبراطورية الروسية في النصف الشرقي من أراضي إمارة مولدوفا وجنبا إلى جنب مع Khotyn القديمة بيسارابيا (Budjak الحديثة).
افتتحت مقاطعة الروسية الجديدة «أوبلاست من مولدوڤا وبيسارابيا»، وتمتعت في البداية على درجة كبيرة من الحكم الذاتي. 1828 بعد أن كان مقتصرا تدريجيا هذا الحكم الذاتي في عام 1871 وتحولت أوبلاست في محافظة بيسارابيا، في عملية الاستيعاب التي تفرضها الدولة، «الترويس». كجزء من هذه العملية، فإن الإدارة القيصرية في بيسارابيا إزالتها تدريجيا من استخدام اللغة الرومانية الرسمية والدينية. وبقي الجزء الغربي من مولدوڤا (والذي هو جزء من الحاضر رومانيا) an إمارة مستقلة، وعام 1859 متحدا مع لشا لتشكيل مملكة رومانيا.
أعادت معاهدة باريس (1856) ثلاث مقاطعات من بيسارابيا هي Cahul، Bolgrad وإسماعيل إلى مولدوفا، ولكن في معاهدة برلين (1878)، ومملكة رومانيا وافقت على اعادتهم إلى الإمبراطورية الروسية. خلال القرن 19، وشجعت السلطات الروسية الاستعمار في الجنوب في المنطقة عن طريق الأوكرانيين، Lipovans، القوزاق، والبلغار، [13] الألمان، [14] Gagauzes، وسمح للتسوية المزيد من اليهود، ليحل محل كبير Nogai التتار السكان المطرودين في 1770s و1780s، وخلال الحروب الروسية التركية؛. [16] نسبة المولدوفية من السكان انخفض من حوالي 86% في 1816 [17] إلى حوالي 52% في عام 1905 [18]

#### رومانيا الكبرى
عالم ما بعد الحرب احضرت في الارتفاع في الوعي السياسي والثقافي (العرقي) بين سكان المنطقة، كما صيغت 300000 Bessarabians في الجيش الروسي شكلت في عام 1917، وخلال عدة وحدات أكبر «لجان الجنود المولدافية» تشكلت. في أعقاب الثورة الروسية عام 1917، انتخب برلمان Bessarabian، Sfatul Ţării، في شهري أكتوبر ونوفمبر 1917 وافتتح في 3 ديسمبر [OS 21 نوفمبر] 1917. أعلنت Ţării Sfatul الديمقراطية الجمهورية المولدافية (ديسمبر 15 [OS 2 ديسمبر] 1917) ضمن دولة فدرالية الروسية، وتشكيل حكومة (ديسمبر 21 [OS 8 ديسمبر] 1917).
بيسارابيا أعلنت استقلالها عن روسيا في 6 فبراير [OS 24 يناير] 1918، وطلبت المساعدة من الجيش الفرنسي الحالي في رومانيا (الجنرال هنري برتولو) والجيش الروماني، والتي احتلت المنطقة في أوائل يناير كانون الثاني. [19] وفي 9 أبريل [OS 27 مارس] 1918، قررت Ţării Sfatul مع 86 صوتا مقابل 3 و36 مقابل الامتناع عن التصويت، لتوحيد المملكة مع رومانيا. وكان الاتحاد مشروطة تحقيق الاستقلال الذاتي الزراعي، والإصلاح، واحترام حقوق الإنسان العالمية. [20] اتفق على جزء من البرلمان الانتقالي لإسقاط هذه الشروط بعد بوكوفينا ترانسيلفانيا وانضمت أيضا إلى المملكة ورومانيا، وعلى الرغم من أن المؤرخين علما بأنهم تفتقر إلى النصاب القانوني للقيام بذلك.
وكان هذا الاتحاد معترف بها من جانب الدول الحليفة الرئيسية في معاهدة 1920 من باريس، والتي مع ذلك لم تصدق عليها جميع الموقعين عليه. وقال إن بعض القوى الكبرى مثل الولايات المتحدة وروسيا الشيوعية حديثا، وليس يتعرف على حكم الروماني بيسارابيا، وهذا الأخير اعتبرتها احتلال الأراضي الروسية.
في مايو 1919، كان الاتحاد السوفيتي الاشتراكي Bessarabian الجمهورية المعلنة كحكومة في المنفى. بعد فشل انتفاضة Tatarbunary في عام 1924، تم تشكيل الحكم المولدافية الجمهورية الاشتراكية السوفيتية (المولدافية ASSR).
في آب 1939، تم توقيع اتفاقية مولوتوف ريبنتروب وبروتوكولها الإضافي السري، الذي اعترف بيسارابيا ألمانيا النازية باعتبارها ضمن نطاق النفوذ السوفيتي، والذي قاد الأخير إلى احياء مطالبتها بنشاط في المنطقة. [29] في يونيو 28، 1940، أصدر الاتحاد السوفيتي، مع اعتراف كل من ألمانيا النازية، إنذارا إلى رومانيا طلب التنازل من بيسارابيا وبوكوفينا الشمالية، والتي التزمت رومانيا في اليوم التالي. بعد فترة وجيزة، وقد تم تأسيسها المولدافية الاشتراكية السوفيتية الجمهورية (المولدافية الاشتراكية السوفيتية)، [29] التي تضم حوالي 70% من بيسارابيا، و50% من ASSR المولدافية المنحل.
كجزء من محور غزو 1941 من الاتحاد السوفيتي، رومانيا صادرت أراضي بيسارابيا، بوكوفينا الشمالية، وترانسنيستريا. رحلت القوات الرومانية، والعمل مع الألمان، أو إبادتهم حوالي 300,000 يهودي، بما في ذلك 147000 من بيسارابيا وبوكوفينا (هذا الأخير، ما يقرب من 90000 هلك). [30] الجيش السوفيتي إعادة استولت على المنطقة في فبراير شباط وأغسطس أب عام 1944، وإعادة تأسيس الاشتراكية السوفيتية المولدافية. بين نهاية الهجومية جاسي - كيشينيف في أغسطس 1944 ونهاية الحرب في مايو 1945، وقد صيغت 256800 نسمة من الاشتراكية السوفيتية المولدافية في الجيش السوفيتي. هلك 40592 منهم. [31]

#### الحقبة السوفيتية
خلال الفترة الستالينية (1940-1941، 1944-1953)، وقعت عمليات الترحيل من السكان المحليين لمنطقة الاورال الشمالي، إلى سيبيريا وشمال كازاخستان بشكل منتظم، مع أكبر منها في 12-13 يونيو عام 1941، و5-6 يوليو 1949، المحاسبة من MSSR حدها 18392 [32]، والمبعدين 35796 على التوالي. [33] أشكال أخرى من الاضطهاد السوفيتي للسكان وشملت 32433 الاعتقالات السياسية، تليها معسكرات العمل أو (في 8360 حالات) التنفيذ.
في عام 1946، نتيجة الجفاف الشديد والإفراط في الالتزامات وطلبات تسليم الحصص التي تفرضها الحكومة السوفيتية، عانى الجزء الجنوبي الغربي من الاتحاد السوفيتي من المجاعة الكبرى. [34] في 1946-1947، على الأقل 216000 حالة وفاة وحوالي 350000.. وكانت نسبة حالات الحثل من قبل المؤرخين في الاشتراكية السوفيتية المولدافية وحدها [33] أحداث مماثلة وقعت في 1930s في ASSR المولدافي [33] وفي 1944-1953، كان هناك العديد من جماعات المقاومة ضد السوفيت في مولدوفا، ولكن في وقت لاحق وNKVD تمكنت MGB لاعتقال في نهاية المطاف، أو تنفيذ ترحيل أعضائها. [33]
في فترة ما بعد الحرب، رتبت الحكومة السوفيتية هجرة القوى العاملة (الروس معظمهم من روسيا البيضاء، وأوكرانيا)، في هذه الجمهورية السوفيتية الجديدة، وبخاصة في المناطق الحضرية، وذلك جزئيا للتعويض عن الخسارة الديموغرافية الناجمة عن الحرب والهجرة لعام 1940 و1944. [35] في 1970s و1980s، الاشتراكية السوفيتية المولدافية تلقت مخصصات كبيرة من ميزانية الاتحاد السوفيتي لتطوير مرافق صناعية وعلمية والإسكان. في عام 1971، اعتمد مجلس وزراء الاتحاد السوفيتي قرارا «حول تدابير لمزيد من التطوير لمدينة كيشينيف» (كيشيناو الحديثة)، التي خصص أكثر من مليار روبل من الميزانية السوفيتي السوفيتي لمشاريع البناء، [36] قرارات لاحقة موجهة أيضا تمويلا كبيرا وجلب المتخصصين المؤهلين من أجزاء أخرى من الاتحاد السوفيتي لتطوير الصناعة في مولدوفا.
أجرت الحكومة السوفيتية حملة لتعزيز الهوية العرقية المولدوفية متميزة عن ذلك من الرومانيين، على أساس نظرية وضعت خلال وجود ASSR المولدافية. وأكد مسؤول السياسة السوفيتية أن اللغة التي يتحدث بها المولدوفيون كان متميزا عن اللغة الرومانية (انظر Moldovenism). للتمييز بين البلدين، خلال الحقبة السوفيتية، وكتب المولدوفية في الأبجدية السيريلية، على النقيض [بحاجة لمصدر] من رومانيا، منذ عام 1860 والتي كانت مكتوبة في الأبجدية اللاتينية.
بعد وفاة ستالين، والاضطهاد السياسي في تغيير حرف من الإعلام على الفرد. تم توبيخ شديد جميع المنظمات المستقلة، مع قادة الجبهة الوطنية القومية التي حكمت في عام 1972 بالسجن لمدد طويلة. لجنة لدراسة الديكتاتورية الشيوعية في مولدوفا تقييم نشاط النظام الشمولي الشيوعي.
في 1980s، وشكلت الظروف السياسية التي خلقتها غلاسنوست والبيريسترويكا، والحركة الديمقراطية من مولدوفا، في عام 1989 الذي أصبح يعرف باسم الجبهة الشعبية القومية مولدوفا (التيار الوطني الحر). [37] [38] جنبا إلى جنب مع الجمهوريات السوفيتية عدة أخرى، من عام 1988 فصاعدا، بدأت مولدوفا للتحرك نحو الاستقلال. في 27 أغسطس 1989، نظمت مظاهرة جماهيرية التيار الوطني الحر في كيشيناو التي أصبحت تعرف باسم الجمعية الوطنية الكبرى. ضغطت على السلطات من التجمع الاشتراكية السوفيتية المولدافية على اعتماد قانون اللغة في 31 آب، 1989 والتي أعلنت لغة المولدوفية مكتوبة بالحروف اللاتينية في أن تكون لغة الدولة للMSSR. وأنشئت أيضا هويتها مع اللغة الرومانية. [37] [39]

#### الاستقلال
وعقدت أول انتخابات ديمقراطية للبرلمان المحلي في شهري شباط وآذار 1990. انتخب ميرسيا سنيغور رئيسا للبرلمان، وميرسيا Druc منصب رئيس الوزراء. يوم 23 يونيو 1990، تبنى البرلمان إعلان سيادة «جمهورية مولدوفا الاشتراكية السوفيتية»، التي، من بين أمور أخرى، ينص على سيادة القوانين المولدوفية على البلدان الأعضاء في الاتحاد السوفيتي. [37] وبعد فشل لعام 1991 السوفيتي محاولة الانقلاب، في 27 أغسطس 1991، أعلنت استقلالها مولدوفا ورومانيا كونها أول دولة تعترف باستقلالها.
يوم 21 ديسمبر من نفس العام مولدوفا، جنبا إلى جنب مع معظم الجمهوريات السوفيتية الأخرى، والتوقيع على الوثيقة التأسيسية التي شكلت بعد انهيار الاتحاد السوفيتي رابطة الدول المستقلة (CIS). تلقت مولدوفا اعتراف رسمي يوم 25 ديسمبر. يوم 26 ديسمبر 1991 توقف الاتحاد السوفيتي من الوجود. ولم تعلن عن نفسها دولة محايدة، فإنه لن ينضم الجناح العسكري لرابطة الدول المستقلة. بعد ثلاثة أشهر، في 2 آذار 1992، وحصل على اعتراف رسمي البلد كدولة مستقلة في الأمم المتحدة. في عام 1994، أصبحت مولدوفا عضوا في شراكة الناتو لبرنامج السلام، وكذلك عضوا في مجلس أوروبا في 29 حزيران، 1995. [37]
في المنطقة الشرقية من نهر دنيستر، ترانسنيستريا، التي تضم نسبة كبيرة من السلافيين في الغالب من الشرق russophone الأوكرانية (28%) وروسيا (26%) من أصل (54% تماما اعتبارا من 1989)، في حين مولدوفا (40%) قد كانت أكبر مجموعة عرقية، وحيث كانت تتمركز في مقر وحدات كثيرة من الجيش السوفيتي الحرس 14، وهي مؤسسة مستقلة Pridnestrovian المولدافية الاشتراكية السوفيتية الجمهورية قد أعلنت في 16 آب 1990، وعاصمتها تيراسبول. [37] والدوافع وراء هذا وكانت الخطوة خوفا من صعود القومية في مولدوفا، وإعادة توحيد البلاد المتوقع مع رومانيا على الانفصال عن الاتحاد السوفيتي. في شتاء 1991-1992 وقعت اشتباكات بين قوات ترانسنيستريا، تدعمها عناصر من الجيش 14، والشرطة المولدوفية. بين 2 مارس و26 يوليو، 1992، تصاعدت حدة الصراع في كل اشتباك عسكري.
في 2 يناير 1992، قدم مولدوفا اقتصاد السوق، وتحرير أسعار، مما أدى إلى التضخم السريع. من عام 1992 إلى عام 2001، عانت البلاد من الشباب، أزمة اقتصادية خطيرة، وترك معظم السكان تحت خط الفقر. في عام 1993، تم إدخال عملة وطنية، وليو المولدوفية، لتحل محل cupon مؤقتة. بدأ الاقتصاد مولدوفا تغيير في عام 2001، وحتى عام 2008 شهدت البلاد نموا مطردا سنوية تتراوح بين 5% و10%. في أوائل 2000s كما شهدت نموا كبيرا للهجرة المولدوفيين يبحث عن العمل (في الغالب بصورة غير قانونية) في روسيا (وخصوصا في منطقة موسكو)، إيطاليا، البرتغال، إسبانيا، اليونان، قبرص، تركيا، وبلدان أخرى؛ التحويلات المالية من الخارج المولدوفيين حساب تقريبا 38% من الناتج المحلي الإجمالي في مولدوفا، فإن نسبة ثاني أعلى المعدلات في العالم. [40]
في انتخابات عام 1994 البرلمانية، حصل الحزب الديمقراطي الزراعي على أغلبية المقاعد، ووضع نقطة تحول في السياسة المولدوفي. مع الجبهة الشعبية القومية الآن في الأقلية البرلمانية، يمكن اعتماد تدابير جديدة تهدف إلى تلطيف حدة التوترات العرقية في البلاد. وتم التخلي عن خطط لإنشاء اتحاد مع رومانيا، [37]، والدستور الجديد أعطى الحكم الذاتي للترانسنيستريا الانفصالية والجيب. في 23 ديسمبر 1994، اعتمد برلمان مولدوفا «قانون الوضع القانوني الخاص للالجيب»، وفي عام 1995 كان هذا الأخير يشكل.
بعد فوزه في انتخابات عام 1996 الرئاسية، في 15 يناير 1997، أصبحت بيترو لوسينشي، الأمين الأول السابق للحزب الشيوعي المولدافي في 1989-1991، رئيسا للبلاد الثانية (1997-2001)، خلفا لميرسيا سنيغور (1991-1996). في عام 2000، تم تعديل الدستور، وتحويل مولدوفا إلى جمهورية برلمانية، مع الرئيس تم اختياره من خلال انتخابات غير مباشرة بدلا من التصويت الشعبي المباشر.
فوز 49.9% من الاصوات، والحزب الشيوعى لجمهورية مولدوفا (أعاد في عام 1993 بعد أن حظرت في عام 1991)، حصل 71 من النواب 101، ويوم 4 أبريل، 2001، (انتخب فلاديمير فورونين رئيسا للبلد ثالث أعيد انتخابه في 2005). وأصبح البلد الأول بعد انهيار الاتحاد السوفيتي الدولة حيث الحزب الشيوعي غير إصلاح عاد إلى السلطة [37]، وتم تشكيل الحكومات الجديدة التي فاسيلي تارليف (أبريل 19، 2001—31 مارس 2008). وزينايدا Greceanîi (31 مارس 2008—14 سبتمبر 2009). في الفترة 2001-2003 العلاقات بين مولدوفا وروسيا تحسنت، ولكن بشكل مؤقت ثم تدهورت في الفترة 2003-2006، في أعقاب فشل مذكرة كوزاك، وبلغت ذروتها في أزمة النبيذ الصادرات عام 2006. تمكن الحزب الشيوعى لجمهورية مولدوفا على البقاء في السلطة لمدة ثماني سنوات، ويرجع ذلك أساسا إلى النداء الموجه إلى الأقليات العرقية، وبدعم من الغرب خلال الانتخابات الرئاسية من 4 أبريل 2005، والاعتماد على فكرة السوفيتي هوية المولدوفية، ومحاولات بناء دولة تقوم فقط على هوية المولدوفي، وأهم نتيجة للسيطرة على جزء كبير من وسائل الإعلام المولدوفية. وساعد على تجزئة الليبرالية (ويعرف أيضا باسم الديمقراطيين) والتلاعب المتكرر للقوانين الانتخابية توطيد سلطته. بدأ تراجع الحزب في 2009 بعد ماريان لوبو انضم إلى الحزب الديمقراطي وبالتالي جذب العديد من المولدوفيين دعم الشيوعيين. [41]

## الحكومة والسياسة

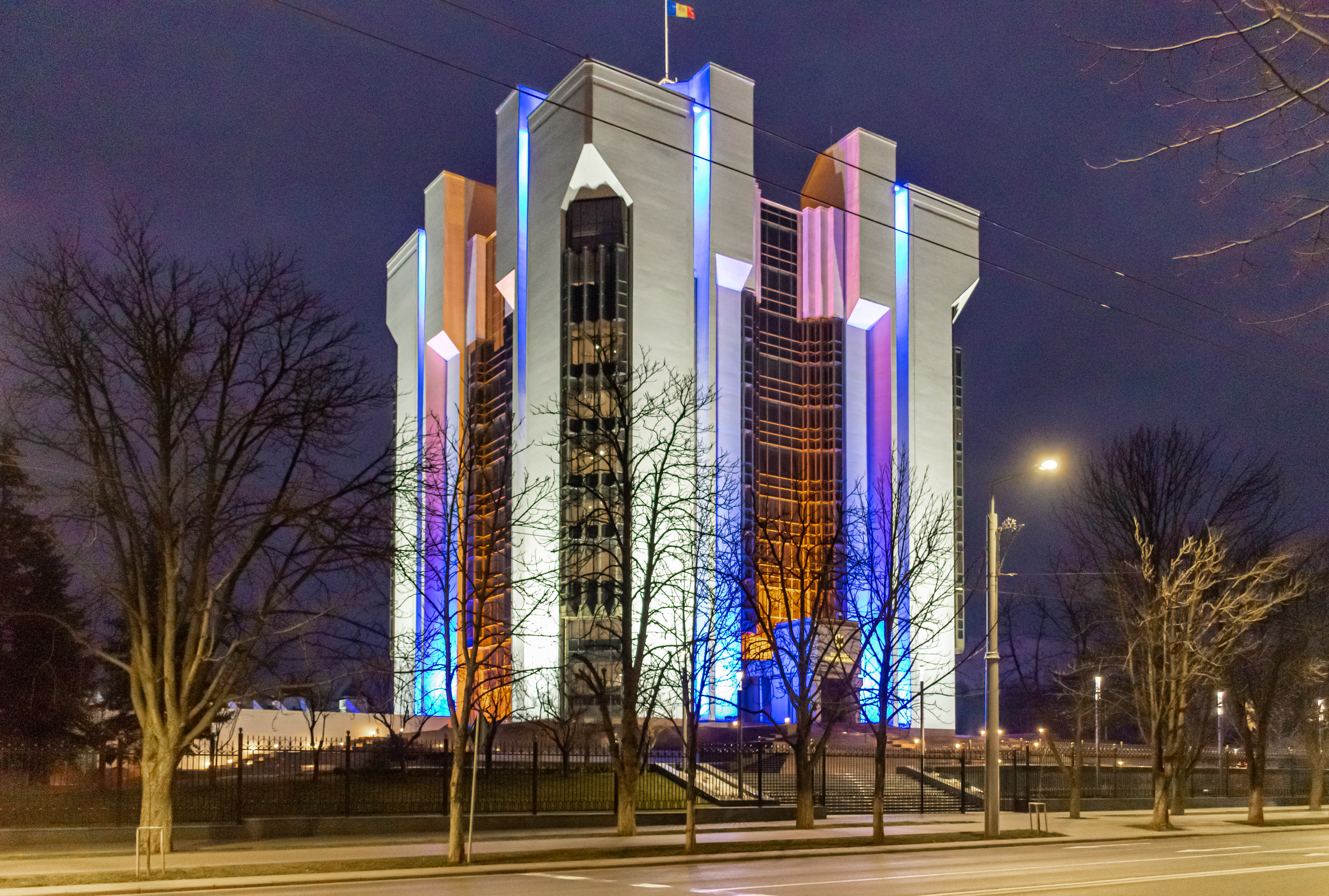
القصر الرئاسي، مولدوفا

مولدوفا هي جمهورية ديمقراطية برلمانية موحدة ممثلة. دستور عام 1994 من مولدوفا يضع الإطار لحكومة البلاد. مطلوب من الأغلبية البرلمانية لا يقل عن ثلثي لتعديل الدستور من مولدوفا، التي لا يمكن أن تكون منقحة في وقت الحرب أو الطوارئ الوطنية. لا يمكن إلا أن التعديلات التي أدخلت على الدستور التي تؤثر على سيادة الدولة واستقلالها، أو الوحدة إلا بعد أن غالبية الناخبين يؤيدون هذا الاقتراح في استفتاء. وعلاوة على ذلك، يمكن إجراء أي تعديل على الحد من الحقوق الأساسية للشعب المنصوص عليها في الدستور. [47]
هيئة تشريعية في البلاد المركزية هي غرفة واحدة البرلمان المولدوفي (Parlament)، والذي من 101 مقعدا، ويتم انتخاب أعضائه عن طريق التصويت الشعبي على القوائم الحزبية مرة كل أربع سنوات.
رئيس الدولة هو رئيس مولدوفا، الذي ينتخب من قبل البرلمان المولدوفي، وتتطلب الدعم من ثلاثة أخماس النواب (ما لا يقل عن 61 صوتا). وقد تم انتخاب رئيس للبرلمان مولدوفا منذ عام 2001، وهو تغيير تصميم لإنقاص السلطة التنفيذية لصالح السلطة التشريعية. الرئيس يعين رئيس الوزراء الذي يقوم بمهام رئيس الحكومة، والذي يجمع بدوره تشكيل حكومة، وكلاهما يخضع لموافقة البرلمان.
دستور عام 1994 ينص أيضا على المحكمة الدستورية المستقلة، المؤلفة من ستة قضاة (اثنان يعينهم رئيس الجمهورية، واثنان من قبل البرلمان، واثنين من قبل المجلس الأعلى للقضاء)، لمدة ست سنوات، خلالها غير قابلين للعزل، وليس تابعة لل أي السلطة. وتستثمر المحكمة مع قوة المراجعة القضائية على جميع أعمال البرلمان، خلال مراسيم رئاسية، وأكثر من المعاهدات الدولية التي وقعها هذا البلد. [47]

### العلاقات الخارجية
بعد تحقيق الاستقلال عن الاتحاد السوفيتي، الذي أنشئ مولدوفا العلاقات مع البلدان الأوروبية الأخرى. دورة للتكامل الاتحاد الأوروبي، وتحديد مبادئ توجيهية وحياد البلاد في السياسة الخارجية. في عام 1995 قبلت البلاد إلى مجلس أوروبا. بالإضافة إلى مشاركتها في شراكة الناتو لبرنامج السلام، ومولدوفا هي أيضا دولة عضو في الأمم المتحدة ومنظمة الأمن والتعاون، وحلف شمال الأطلسي مجلس التعاون، ومنظمة التجارة العالمية، وصندوق النقد الدولي والبنك الدولي والفرنكوفونية وعلى البنك الأوروبي للتعمير والتنمية.
في عام 2005، أنشأت مولدوفا والاتحاد الأوروبي خطة العمل التي تسعى إلى تحسين التعاون بين الهيكلين المجاورة. في نهاية عام 2005 تم تأسيس EUBAM، الحدود الاتحاد الأوروبي بعثة المساعدة إلى مولدوفا وأوكرانيا، بناء على طلب مشترك من رئيسي مولدوفا وأوكرانيا. EUBAM يساعد الحكومات مولدوفا وأوكرانيا في تقريب الحدود والاجراءات الجمركية ومعايير الاتحاد الأوروبي، ويقدم الدعم في محاربة كل من البلدين ضد الجريمة العابرة للحدود. www.eubam.org
بعد حرب ترانسنيستريا، سعى مولدوفا التوصل إلى حل سلمي للصراع في منطقة ترانسنيستريا من خلال العمل مع رومانيا، وأوكرانيا، وروسيا، داعيا إلى وساطة دولية، والتعاون مع منظمة الأمن والتعاون والأمم المتحدة بعثات لتقصي الحقائق والمراقبة. وزير خارجية مولدوفا، أندريه ستراتان، ذكرت مرارا ان القوات الروسية المتمركزة في المنطقة الانفصالية هناك ضد إرادة الحكومة المولدوفية ودعاهم إلى مغادرة «الكامل وغير المشروط». [48]
في سبتمبر 2010، والبرلمان الأوروبي وافق على منحة من € 90 مليون من مولدوفا. [49] وستكمل أموال 570 مليون دولار في صندوق النقد الدولي القروض، [50] البنك الدولي والدعم الثنائي الأخرى التي سبق منحها لمولدوفا. في نيسان 2010، قدمت رومانيا في التنمية مولدوفا يستحق المعونة من 100,000,000 € في حين أن عدد المنح الدراسية للطلاب مولدوفا سوف يتضاعف إلى 5000 [51] وطبقا لاتفاق الإقراض وقعت في فبراير 2010، وبولندا ستقدم 15 مليون دولار أمريكي وستدعم مولدوفا في جهودها للتكامل الأوروبي. [52]

### القوات المسلحة
القوات المسلحة المولدوفية تتكون من القوات البرية والجوية وقوات الدفاع الجوي. وقد قبلت مولدوفا السيطرة على جميع الأسلحة ذات الصلة التزامات الاتحاد السوفيتي السابق. في 30 أكتوبر 1992، صدقت مولدوفا على معاهدة القوات المسلحة التقليدية في أوروبا، والذي يحدد حدود شاملة على فئات رئيسية من المعدات العسكرية التقليدية، وينص على تدمير الأسلحة التي تتجاوز تلك الحدود. انضمت البلاد إلى أحكام معاهدة عدم انتشار الأسلحة النووية في أكتوبر تشرين الأول عام 1994 في واشنطن انها لا تملك أسلحة نووية أو بيولوجية أو كيميائية. انضم مولدوفا شراكة منظمة حلف شمال الأطلسي من أجل السلام في 16 مارس 1994.
تلتزم مولدوفا لعدد من رقابة دولية وإقليمية لوائح الأسلحة مثل بروتوكول الأسلحة النارية للأمم المتحدة، خطة ميثاق الاستقرار التنفيذ الإقليمي، وبرنامج عمل الأمم المتحدة (برنامج العمل) وثائق منظمة الأمن والتعاون في مخزونات الذخيرة التقليدية.

## التقسيم الإداري
كيشيناو العاصمة وأهم مدن البلاد، وتمتاز بخضرتها المدهشة حيث تقع على ضفاف نهر باك مع العديد من البحيرات والحدائق الخلابة. أدت كثافة القنابل التي ألقيت على المدينة إبان الحرب العالمية الثانية إلى تدمير ثلثي الإرث الحضاري العريق الذي كانت تتمتع به المدينة وخاصة الطراز المعماري الروماني القديم، وبالرغم من ذلك ما زالت تحتفظ بالكثير من اوجه التراث والحضارة. وقد صممت المدينة لتناسب التغيرات العديدة التي مرت بها البلاد، وساهمت هذه التغيرات في تميز المدينة التي ظلت عاصمة لفترة طويلة شهدت ثقافات متعددة. وتزدان المدينة بالشوارع التي تزينها الأشجار من جميع الجوانب.
وفي الجزء الشمالي الشرقي وبين القرى الريفية المنعزلة تقع بلدة «كابريانا» بطبيعتها الريفية الهادئة، وهي من أكثر مناطق الاستجمام وخاصة على ضفاف بحيراتها ذات المياه الصافية. وهي من المناطق العريقة التي احتفظت بشكلها الحالي منذ القرن الرابع عشر بالرغم من الأعمال العسكرية العنيفة التي شهدتها البلدة، وتنقسم البلدة إلى ثلاثة أقسام كل بني في حقبة تختلف عن الأخرى. ومن أهم المدن الأخرى في مولدوفا نجد «اورهيويل فيشي» وتعرف عادة باسم «اورهي» القديمة، وتحتفظ هذه المدينة بكل ما تبقى من الحضارات القديمة، وبقايا العصورالوسطى، من قلاع وحصون بنيت بواسطة مشاهير فرسان العصور الوسطى، إضافة إلى مساجد وأضرحة وقصور بنيت في العصر المغولي وخاصة عام 1499م الذي شهد غزو التتار للمنطقة.
إضافة إلى هذه المدن نجد مدن «غاغوزيا» ذات الأغلبية المسلمة التي ينحدر معظم أهلها من أصل تركي. ولموقعها المتميز في إقليم القوقاز الجنوبي الممطر اكتسبت خصوصية طبيعية. وهناك أيضا مدينة «ترانسدنيستر» التي كان لها قصب السبق في الحركة الانفصالية عن الجمهوريات السوفيتية السابقة. السكان والحضارة

## الجغرافيا

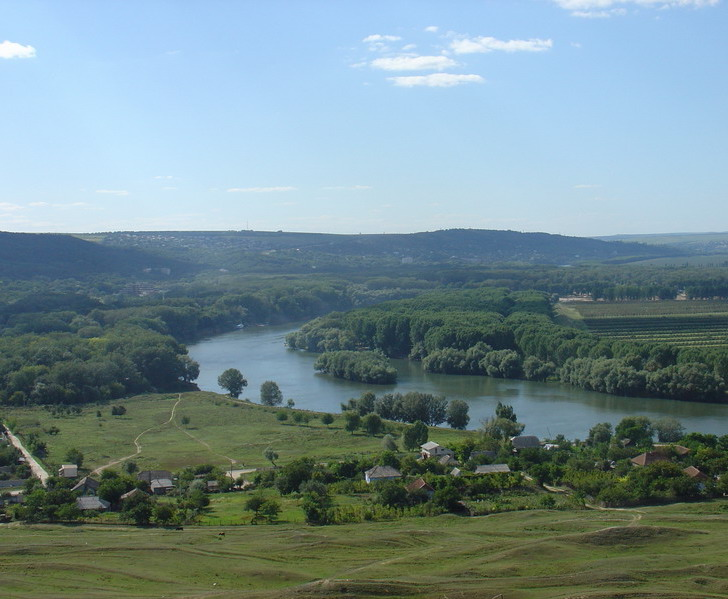

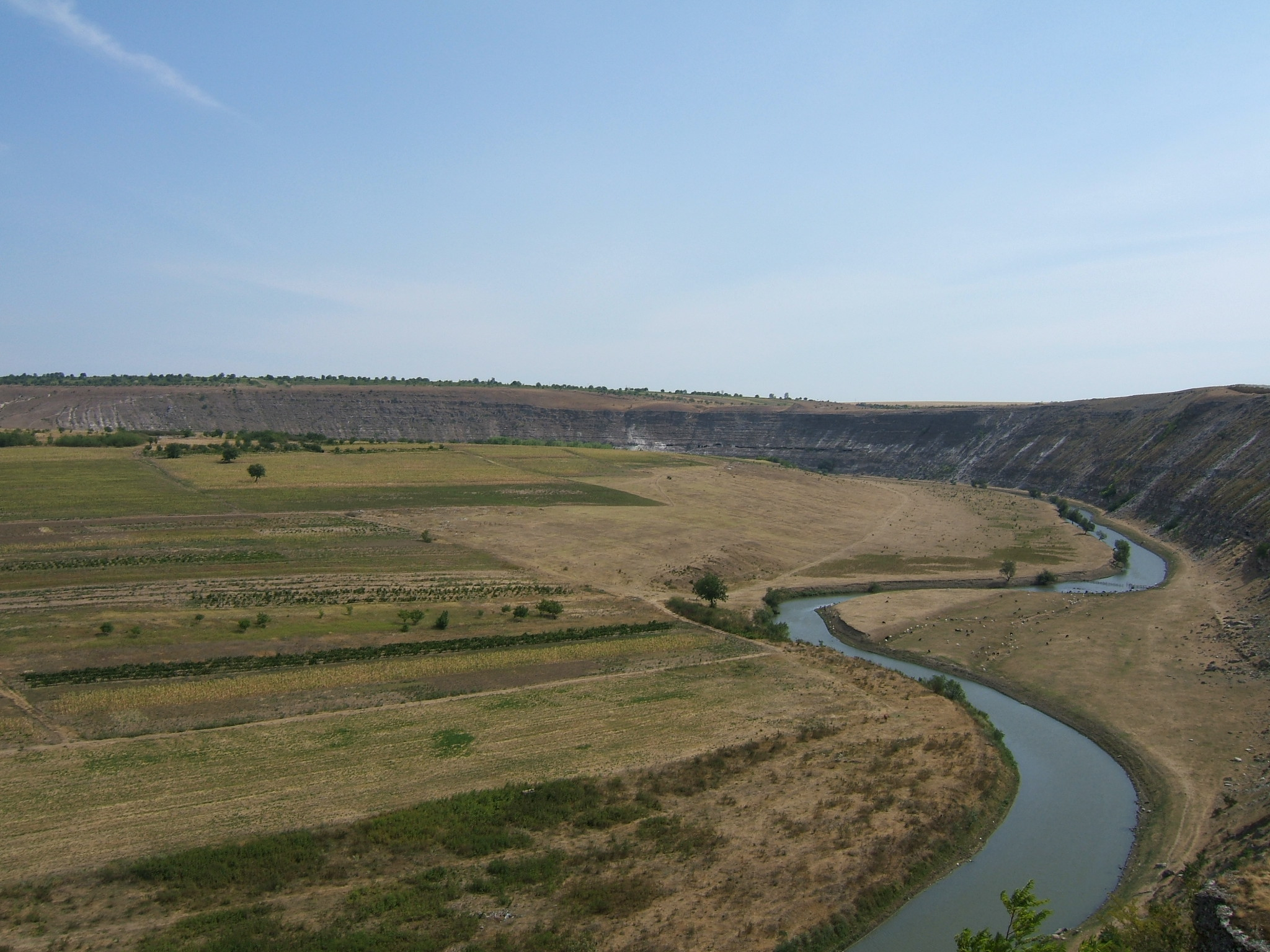

- مولدوفا تقع بين خطي العرض 45° و49 درجة شمالا، ومعظمها بين meridians 26° و30 درجة شرقا (منطقة صغيرة تقع إلى الشرق من 30 °).إجمالي مساحة الأراضي كم 33,8512
- ويكمن الجزء الأكبر من البلاد بين النهرين، نهر دنيستر وبروت. الحدود الغربية من مولدوفا يتشكل من نهر بروت، الذي يربط نهر الدانوب المتدفقة إلى البحر الأسود. مولدوفا يمتد على نهر الدانوب بحوالي 480 متر (1,575)،
- وهو المنفذ الوحيد المولدوفية في نهر الدانوب. في الشرق، وهو نهر دنيستر النهر الرئيسي، تتدفق عبر البلد من الشمال إلى الجنوب، تلقي مياه Răut، Bâc، إيشيل، بوتنا. ويتدفق إيالبوج إلى أحد نهر الدانوب ليمانس.
- البلد غير ساحلي، حتى ولو أنها قريبة جداً من البحر الأسود. بينما معظم أنحاء البلد من التلال، المرتفاعات تبدأ من 430 متر وتتجاوز (1,411) – أعلى نقطة هي تلة Bălăneşti. هيلز في مولدوفا هي جزء من هضبة المولدوفية، التي تنبع من جبال الكارباتجيولوجيا. تشمل أقسامها في مولدوفا دنيستر هيلز (التلال الشمالية المولدوفية وريدج دنيستر) والمولدافية عادي (وادي بروت الأوسط والسهوب Bălţi) والهضبة الوسطى المولدافية (التلال سولاك-Soloneţ، Corneşti هيلز (كودري الجسيمة؛ «كودري» معنى «الغابات»)، التلال دنيستر السفلي، ووادي بروت السفلي، وتلال تاييسي). في الجنوب، وقد البلد فلاتلاند صغيرة، بوجاك عادي. يتم تقسيم أراضي مولدوفا الشرق من نهر دنيستر بين أجزاء من هضبة بودوليان، وأجزاء من السهوب الأوروبية الآسيوية.
- المدن الرئيسية في البلاد هي العاصمة كيشيناو، في وسط البلاد، تيراسبول (في شرق منطقة ترانسنيستريا)، (في الشمال) وبندر (في الجنوب الشرقي). وكومرات هو مركز جاجوزيا الإداري.

المناخ
| مولدوفا | مولدوفا لقربها من البحر الأسود يعطيها مناخ معتدل مشمس. | مولدوفا |

- المناخ في مولدوفا قاري معتدل: الصيف الحار والطويل، مع درجات الحرارة في المتوسط حوالي 20 درجة مئوية (68 فهرنهايت)، والشتاء خفيفة نسبيا والجافة، مع درجات الحرارة في كانون الثاني/يناير في المتوسط −4 درجة مئوية (25 ° فهرنهايت). معدل هطول الأمطار سنوياً، الذي يتراوح بين حوالي 600 ملليمتر (23.6 في) في الشمال إلى 400 ملليمتر (15.7 في) في الجنوب، يمكن أن تختلف إلى حد كبير؛ موجات الجفاف الطويلة ليست غير عادية. أن سقوط الأمطار أثقل يحدث في بداية الصيف ومرة أخرى في تشرين الأول/أكتوبر؛ سقوط الأمطار الغزيرة والعواصف الرعدية أمر شائع. سبب من التضاريس غير النظامية، أمطار الصيف الثقيلة غالباً ما سبب تآكل وتراكم الطمي في النهر.

سجلات الأحوال الجوية. سجل أعلى درجة حرارة على الإطلاق: +41.5 درجة مئوية (106.70 درجة فهرنهايت) في 21 يوليه 2007 (كامينكا). سجل أدنى درجة حرارة على الإطلاق: −35.5 ° مئوية (−31.9 و) يوم 20 يناير 1963 (Brătuşeni، مقاطعة Edineţ).

## الاقتصاد

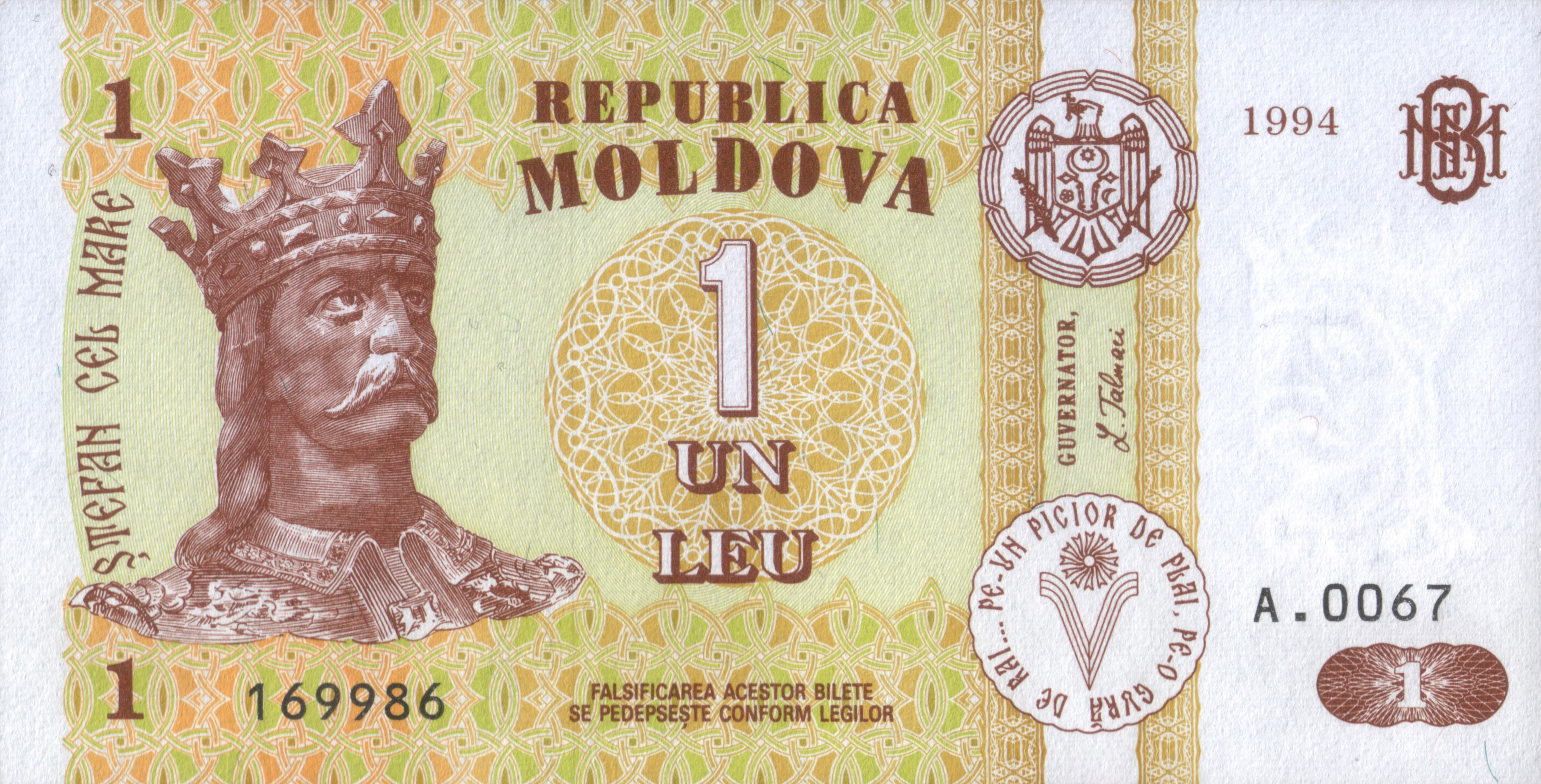

منذ انهيار الاتحاد السوفيتي، بدأ ينمو الوزن النسبي لقطاع الخدمات في الاقتصاد مولدوفا وبدأ يهيمن على الناتج المحلي الإجمالي (الآن حوالي 75%)، نتيجة للانخفاض في الصناعة والزراعة. المؤشرات الاقتصادية الرئيسية تعاقد هائلة.
اعتبارا من 2009، قد وصف البرلمان الأوروبي مولدوفا كأفقر بلد في أوروبا من حيث الناتج المحلي الإجمالي.[65]

### الطاقة
مولدوفا تستورد جميع إمداداتها من النفط والفحم والغاز الطبيعي، إلى حد كبير من روسيا. مولدوفا هي بلد شريك لبرنامج الطاقة في الاتحاد الأوروبي الخاصة، التي لها أربعة مواضيع رئيسية: تعزيز الأمن الطاقة، التقارب بين دولة الأعضاء أسواق الطاقة على أساس مبادئ السوق الطاقة الداخلية للاتحاد الأوروبي، ودعم تنمية الطاقة المستدامة، وجذب الاستثمارات لمشاريع الطاقة من المصالح المشتركة والإقليمية.[66]

### الزراعة
مولدوفا بلد غير ساحلي في أوروبا الشرقية، وتقع بين رومانيا وأوكرانيا إلى الغرب في الشمال، شرق وجنوب. ومناخها الجيد للأراضي الزراعية والتربة الخصبة والمعتدلة المناخ القاري (مع الدافئة شتاء معتدل في الصيف) جعلت البلاد الأكثر إنتاجية واحدة من المناطق الزراعية منذ العصور القديمة، والمورد الرئيسي للمنتجات الزراعية في جنوب شرق أوروبا، وتشتهر مولدوفا بأشجار الجوز كمثيلاتها في يالدول المجاورة (أوكرانيا ورومانيا).
كما يشتهر مولدوفا بزراعة العنب الذي يغطي حوالي 3% من مساحة الدولة وبعض المختصين يقولون ان زراعة العنب يتجاوز 5% من مساحة الدولة حيث يزرع لغرض الاكل الطازج والأهم من ذلك هو للتخمير لغرض الحصول على النبيذ الذي يشتهر به مولدوفا.
يزرع حب الشمس في مساحة كبيرة نسبياً ويستخدم في إنتاج الزيوت النباتية.
طرق الزراعة جيدا وهي في تحسن بسبب كثرة استخدام الالات في الاونة الاخيرة واستخدام الاسمدة الكيميائية بشكل أكبر وكذلك وفرة المياه والارضي الصالحة للزراعة.
كما يزرع الخضار وانواع اخره من الفواكه أشهره الزيتون في مناطق عديدة في الدولة وبالاخص حول المدن.
لا يوجد ثروة حيوانية كبيرة بسبب ان الحيوانات ان وجدة فهي تربة في حقول صغيرة حوالي { 200 م² } والبعض القليل منه في مزارع كبيرة لا يتجاوز عدده المئة رائس من الماشية.

### الثقافة والتكوين العرقي
الرباط التاريخي الوثيق بين صربيا ورومانيا والعلاقة العرقية القوية التي تربط رومانيا ومولدوفا أثرت كثيرا على الثقافة المولدوفية، إلا أن الأثرالثقافي الذي تلا الحرب العالمية الثانية والمتمثل في الثقافة السوفيتية ترك آثاره العميقة في ثقافة مولدوفيا الحديثة والتي نجدها في الأدب والمسرح والفن التشكيلي. وللثقافة التركية أثر كبير أيضا على مولدوفا يتلمس طريقه بين التأثير السوفيتي الذي طغى على كل شيء. وتمثل الحرب الأهلية والانفصالية أهم معوقات التقدم الاقتصادي للبلاد.

### اللغات
بما أن جمهورية مولدوفا كانت لفترة طويله تحت حكم الاتحاد السوفيتي فنرى ان اللغة الروسية منتشرة جدا ولكن اللغة الرسمية في الدولة هي اللغة الرومانية أو المولدافية.
نسبة المتكلمين باللغة الرومانية والروسية متقاربة جدا.

### الدين
أغلبية السكان في مولدوفا يعتنقون الديانة المسيحية والأغلبية منهم ينتمون إلى الكنيسة الاورثوذكسية وهنالك اقلية كاثوليك اما عن الإسلام في مولدوفا بدء ينتشر بشكل ملحوظ إذ ان هنالك ما يقارب ال 30 الف مسلم في مولدوفا وقد اعترفت جمهورية مولدوفا بالدين الإسلامي قانونيًا عام 2011

### الأعياد والعطلات الرسمية
- عيد الاستقلال

## وصلات خارجية
- الموقع الرسمي للحكومة